# Bliznak, Burgas
Bliznak (în bulgară Близнак) este un sat în comuna Malko Tărnovo, regiunea Burgas,  Bulgaria. 

## Demografie
Componența etnică a satului Bliznak
     Bulgari (97,56%)
     Nicio identificare (2,43%)
     Altele (0%)
La recensământul din 2011, populația satului Bliznak era de 41 locuitori. Din punct de vedere etnic, majoritatea locuitorilor (97,56%) erau bulgari. Pentru 2,43% din locuitori nu este cunoscută apartenența etnică.